# Eugène-Casimir Villatte
Pour les articles homonymes, voir Villatte.
Eugène-Casimir Villatte, comte d'Oultremont, né le 14 avril 1770 à Longwy en Lorraine et mort le 14 mai 1834 à Nancy, dans la Meurthe, est un général français de la Révolution et de l’Empire.
Entré au service en 1792, il participe aux guerres de la Révolution française et sert notamment comme aide de camp du général Bernadotte. Devenu général de brigade en 1803, puis de division en 1807, il fait les campagnes d'Allemagne, de Prusse et de Pologne au sein de la Grande Armée de Napoléon, se signalant à Elchingen, Iéna, Guttstadt et Friedland.
Affecté en 1808 dans la péninsule Ibérique, Villatte prend part à la guerre d'Espagne jusqu'à la fin de celle-ci en 1814. Durant cette période, lui et ses troupes sont engagés dans de nombreux affrontements tels qu'à Balmaseda, Espinosa, Uclès, Talavera, Vitoria ou Orthez. 
Rallié aux Bourbons après la chute de l'Empire, il occupe divers commandements de l'intérieur avant d'achever sa carrière sous la monarchie de Juillet.  

## Biographie

### Origines et carrière sous la Révolution française
Eugène-Casimir Villatte naît le 14 avril 1770 à Longwy, en Lorraine. Entré dans la carrière des armes au début de la Révolution française, il est sous-lieutenant du 13e régiment d'infanterie (ex-régiment de Bourbonnais) le 1er janvier 1792, avant de passer lieutenant le 8 mai suivant. 
Il fait les campagnes révolutionnaires à l'armée du Rhin de 1792 à 1794. Au cours de cette période, il est atteint d'un coup de feu lors d'un engagement près de Haguenau le 16 décembre 1793 et est promu au grade de capitaine le lendemain. Il est ensuite transféré à l'armée de Sambre-et-Meuse et sert à la division du général Bernadotte, dont il devient l'aide de camp le 16 avril 1795. Deux ans plus tard, il suit son chef sur le théâtre d'Italie et participe notamment à la prise de Gradisca en mars 1797. À l'issue de cette campagne, il est nommé chef de bataillon à titre provisoire le 19 juillet puis de manière définitive le 31 août. 
Villatte est ensuite adjudant-général à la division Soult le 5 février 1799. Lors de la première bataille de Zurich, en juin de la même année, il est blessé d'un coup de feu. Il quitte alors la ligne de front pour occuper des commandements intérieurs, étant successivement employé dans les 17e, 4e et 22e divisions militaires de 1799 à 1803. Il sert un temps à l'armée de l'Ouest et est même pressenti pour faire partie d'un corps expéditionnaire en qualité de chef d'état-major, mais le projet ne se concrétise pas. Le 29 août 1803, il est promu général de brigade. 

### Général de l'Empire
Peu après l'avènement de l'Empire, Villatte est élevé au rang de commandant de la Légion d'honneur le 14 juin 1804. Il dirige, à partir du 30 août 1805, la 1re brigade de la division du général Loison, appartenant au 6e corps du maréchal Ney. Durant la campagne d'Allemagne de 1805, il se distingue à la bataille d'Elchingen le 14 octobre. Versé dans la division Marchand au début de l'année 1806, il prend part à la bataille d'Iéna avant d'être promu général de division le 25 février 1807. Quelques jours plus tard, il remplace Drouet d'Erlon au commandement de la 3e division du 1er corps de Bernadotte. C'est dans cette position qu'il défait, le 5 juin, les troupes russes du général Rembow à Spanden, dans le cadre de la bataille de Guttstadt. Il combat ensuite à Friedland le 14 juin où sa division, forte d'environ 5 500 hommes, se compose du 27e léger et du 63e de ligne de la brigade Frère ainsi que des 94e et 95e de ligne de la brigade Gérard.

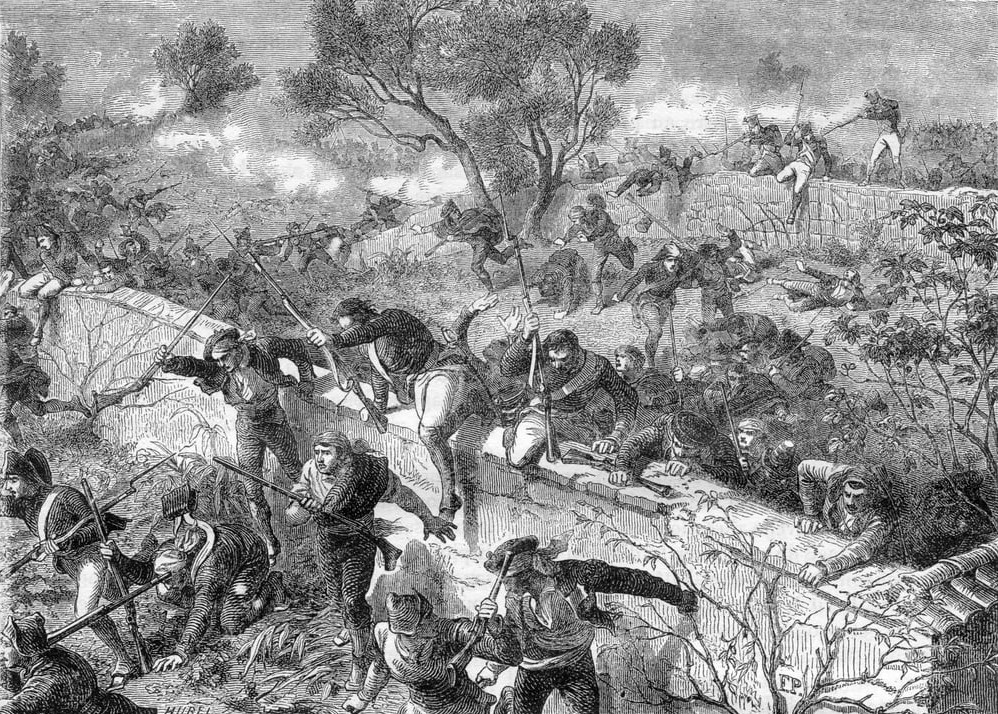
Scène de la bataille d'Espinosa (10-11 novembre 1808), à laquelle prend part le général Villatte. Illustration d'Henri Félix Emmanuel Philippoteaux.

À l'automne 1808, Villatte est envoyé en Espagne. Il y contribue, peu après son arrivée, à la défaite du général espagnol Blake et à la prise de Bilbao. Le 5 novembre, sa détermination sauve sa division et l'issue de la bataille de Balmaseda, malgré la perte d'environ 500 hommes et un canon. Il participe peu après à la bataille d'Espinosa où son intervention est décisive. Lors du siège de Madrid, il enlève, à la tête de sa division, le château royal du Retiro. Le 13 janvier 1809, à la bataille d'Uclès, il met en fuite l'aile gauche espagnole retranchée sur les hauteurs d'Uclès. Il reçoit pour cette action les félicitations du maréchal Victor :

« Votre conduite […] est celle d'un bon général : il vous fallait d'aussi bons soldats que ceux que vous commandez, pour pouvoir agir ainsi. Votre confiance en eux a été couronnée du plus grand succès. Recevez mes félicitations, et dites à votre division que je vais la citer à Sa Majesté comme le modèle des troupes de son armée d'Espagne. »

Le général Villatte se distingue ensuite aux combats de Cuenca, de Talavera de la Reina et de Chiclana. Pendant les campagnes de 1812 et de 1813, il est chargé du commandement de la réserve. Attaqué à Salamanque le 26 mai 1813 par un corps de cavalerie, il opère sa retraite en bon ordre et assiste un mois plus tard à la bataille de Vitoria. Le 27 février 1814, il combat à Orthez. À la date du 10 mars, sa division, qui sert à l'aile gauche de l'armée des Pyrénées sous les ordres du général Clauzel, aligne 4 829 hommes répartis en deux brigades sous les généraux Saint-Pol et Lamorendière. Il passe ensuite à l'armée du Midi.

### Au service du roi
Il se rallie aux Bourbons à la Restauration, et devient successivement inspecteur général d'infanterie et commandant de différentes divisions militaires. Lors du procès du maréchal Ney, Villatte vote avec le général Claparède « contre » l'incompétence du conseil de guerre du maréchal Jourdan.

## Vie privée
Il épouse, en 1804, Marie-Augustine de Salmon de la Brosse (morte en 1845) dont il a deux fils et deux filles :
- Jean Marie Eugène Oscar Villatte (né en 1800) ;
- Casimir Augustine Anaïs Villatte (1805-1871) ;
- Eugène Louis Auguste Villatte (né en 1814), officier de cavalerie et conseiller général du département de la Meurthe ;
- Fanny Eugénie Villatte.

Le général Villatte a également deux frères cadets, Jean-Baptiste Alexandre (1780-1858) et Jean Louis (1785-1829).

## Distinctions
Le général Villatte est grand-croix de la Légion d'honneur, chevalier de la Couronne de fer, grand-croix de l'ordre militaire de Charles-Frédéric, commandeur grand-croix de l'ordre de l'Épée et commandeur de Saint-Louis.
Il fait également partie des 660 personnalités à avoir son nom gravé sous l'arc de triomphe de l'Étoile. Il apparaît sur la 2e colonne (l’Arc indique VILLATTE).